# バウンティハンター
バウンティハンター（Bounty hunter）とは、日本語では通称「賞金稼ぎ」と呼ばれている職業である。賞金稼ぎは、法律に従って犯罪者や逃亡者を逮捕することで報酬を得ている。
転じて、賞金目当てで試合を行っている者を指していうこともある。このように評されるのはクイズの回答者、脆弱性を探すホワイトハッカーなどで、プロスポーツ選手がこのように呼ばれることはほとんどない。

## アメリカのバウンティハンター

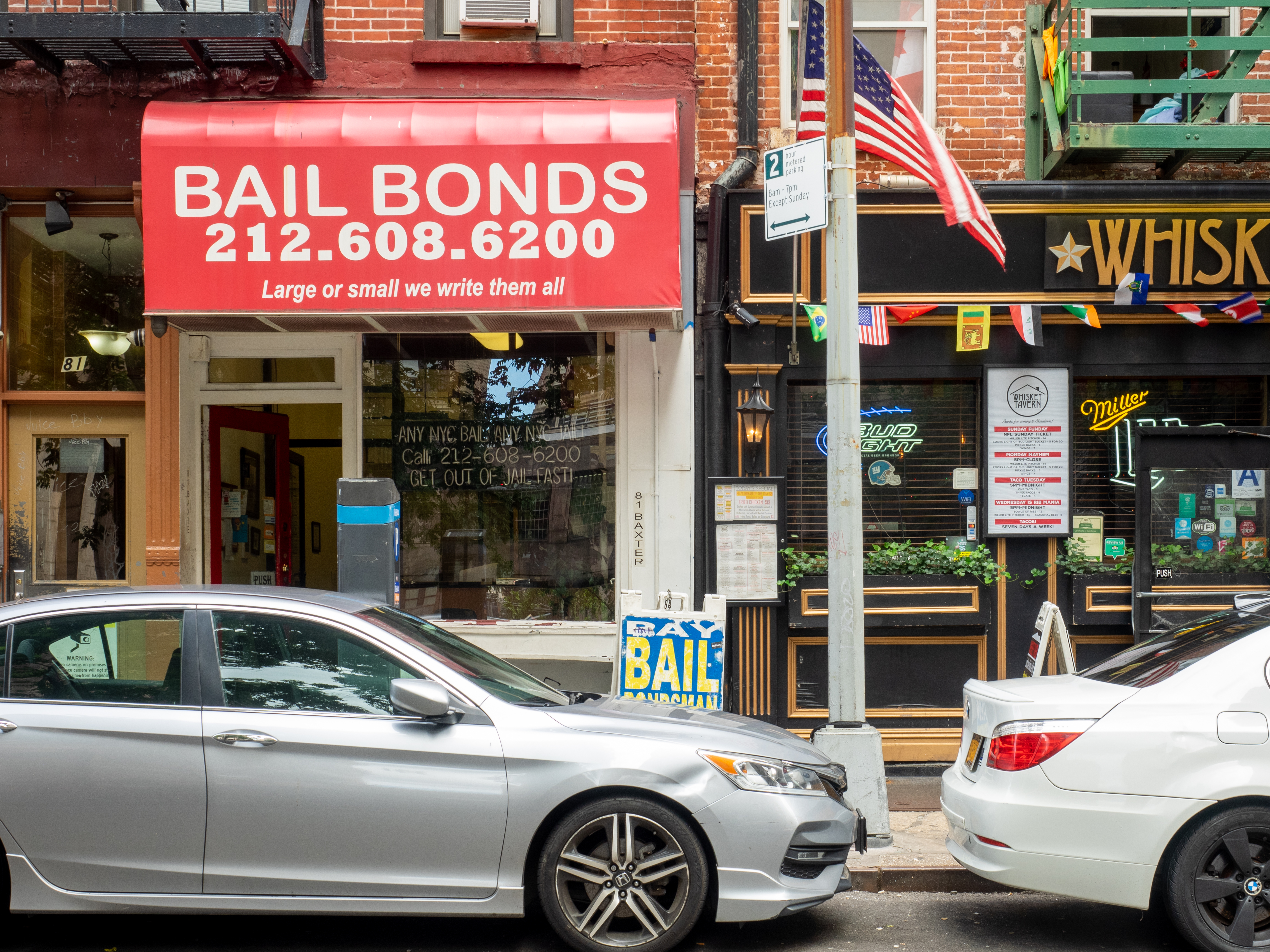
保釈保証業者

現代のアメリカにおけるバウンティハンターとは、保釈保証業者（Bail bondsman）からの逃亡者を捕まえて賞金を受け取る業者である。根拠となる法律は州によって異なり、免許を必要とする州もあれば不要の州も一部には存在する。しかし、荒くれハンターによる被害が各地で問題化しており、現在は専用身分証、身分章（バッジ）などの携帯義務を課せられていることが多い。連邦保安官とは違い、私立探偵同様に、あくまで州法務省・公安部の許可を受けた民間業者である。
アメリカでは、被疑者・被告人の保釈金を立て替える行為が一般化しているが、この保釈金は高額なため踏み倒そうとする者が後を絶たない。この逃亡者を捕まえ、没収された保証金を取り立てるべく保釈保証業者に引き渡すのがバウンティハンターの主業務である。ベイルジャンパー（保釈金踏倒し逃亡者）のほかに、各地の市警察、連邦保安官、連邦捜査局などが広域手配している犯罪者を捕縛して引き渡すことで手数料を得ることもできる。それらの職務をも含む意味で、FUGITIVE RECOVERY AGENT（逃亡犯回収業者）とも呼ばれている。
報酬は完全成果主義である。期限までに犯人を引き渡すと報酬が得られるが、そうでなければ報酬は一切ない。デーブ・スペクターによれば、バウンティハンターになるのは、現職や退職した私立探偵、元・警察官である。成功報酬のおおよその相場は保釈金の5 ～ 10％程度といわれる。
なお西部開拓時代は、賞金首が遺体であっても引き渡せば賞金が支払われたため、その場で銃撃戦となり、結果射殺することが多かった。現代では生きたまま捕縛しなければ報酬は得られず逆に犯罪となってしまう。

## 日本のバウンティハンター

### 保釈保証業に関するバウンティハンター
現代の日本ではアメリカのような制度は認められておらず、個人が賞金をかけた場合は警察から中止要請が入る。
日本にも保釈保証業者は存在するが、保釈金を立て替えた被告人が保釈条件に違反しても、懸賞金をかけることはしていない。

警察では指名手配犯に懸賞金をかけることがあるが、主に捜査段階に利用される制度であり、保釈制度とは直接の関係はない。

### eスポーツに関するバウンティハンター
海外のeスポーツ大会においては高額賞金が出されることもあり、日本人eスポーツ選手が1億円以上の賞金を手にしたとの報道もある。しかし、プロ選手として成果を上げるには一定の固定費も必要であり、賞金だけで生活することは未だ困難である。
また、国内の大会で高額賞金を出すと風営法、景表法、刑法の賭博罪などの問題が生じうると指摘されており、国内においてeスポーツで賞金稼ぎを行うことは一層困難である。

## フィクションにおけるバウンティハンター
しばしば西部劇において保安官に次いで主人公となることが多い。賞金首を求めて街から街へ渡り歩く流れ者のガンマンとして描かれる。
その他フィクション作品においても、各地を転々としつつ悪人を探し退治するという勧善懲悪物語を作りやすいこともあってか、スペースオペラやファンタジー作品でも多数登場する。この場合、賞金首は人間だけに留まらずモンスターなどが含まれることがある。

### バウンティハンターが登場する作品
映画
- スター・ウォーズシリーズ
- ゼイラム2
- ドミノ
- ハンター
- ミッドナイト・ラン
- ジャッキー・ブラウン
- 夕陽のガンマン
- ピンク・キャデラック
- WANTED:DEAD OR ALIVE
- ワイルドバンチ
- バウンティー・ハンター
- ガルシアの首
- ヘイトフル・エイト

ドラマ
- 拳銃無宿
- 無用ノ介
- 唖侍 鬼一法眼
- 賞金稼ぎ
- 子連れ狼
- H-code〜愛しき賞金稼ぎ〜
- 俺たち賞金稼ぎ!!フォール・ガイ
- 仮面ライダーキバ
- タンクトップファイター
- HUNTER〜その女たち、賞金稼ぎ〜

アニメ・漫画
- 赤きエンザ
- エル・カザド
- カウボーイビバップ
- ガンスミスキャッツ
- 銃夢
- コブラ
- シティーハンター
- SoltyRei
- はいぱーぽりす
- BLACK CAT
- BLACK TIGER
- ONE PIECE
- バウンティハンター
- 北斗の拳
- HUNTER×HUNTER

ゲーム
- アーマードコア
- アークナイツ
- F-ZEROシリーズ
- バウンティソード・ファースト
- マンハント2
- メタルマックスシリーズ
- メトロイドシリーズ
- レッド・デッド・リデンプション
- レッド・デッド・リデンプション2
- スナッチャー
- デビルメイクライシリーズ
- サクラ大戦V 〜さらば愛しき人よ〜
- ワイルドアームズ アドヴァンスドサード

書籍
- 荒木秀一『バウンティハンター（賞金稼ぎ） 日本人ただひとり、殺しのライセンスを持つ男』（集英社インターナショナル、2003年（平成15年）） ISBN 4-7976-7098-3